# Jotus insulanus
Jotus insulanus är en spindelart som beskrevs av William Joseph Rainbow 1920. Jotus insulanus ingår i släktet Jotus och familjen hoppspindlar. Inga underarter finns listade i Catalogue of Life.